# ASTRON
Нідерландський радіоастрономічний інститут ASTRON (англ. ASTRON Netherlands Institute for Radio Astronomy) — наукова установа в Нідерландах, яка займається дослідженнями в галузі радіоастрономії. 
В задачі ASTRON входить управління низкою обсерваторій, зокрема Westerbork Synthesis Radio Telescope, а також створення нових радіоастрономічних приладів.
Більшість офісів розташовані поблизу Двінгело на північному сході Нідерландів, де знаходиться радіотелескоп Двінгело. ASTRON є частиною Нідерландської організації наукових досліджень.

## Історія
23 квітня 1949 року був заснований Фонд радіовипромінювання Сонця і Чумацького Шляху (нід. Stichting Radiostraling van Zon en Melkweg, SRZM), попередник ASTRON. Цей фонд мав зосередитися на розробці та експлуатації радіотелескопів.
В 1960-і роки фонд почав розробку Радіотелескопу апертурного синтезу Вестерборк. Наприкінці 1960-х років розробку було завершено та розпочато будівництво. На момент введення в експлуатацію в 1970-х роках і протягом наступних 10 років, WSRT був найпотужнішим радіотелескопом у світі.
З 1980-их років фонд почав також працювати над встановленням радіотелескопів у віддалених від Нідерландів місцях, таких як Ла-Пальма та Гаваї.
1 січня 1989 року назву Фонду радіовипромінювання Сонця і Чумацького Шляху було змінено на ASTRON.
У 1990-х роках ASTRON провів масштабну реконструкцію та вдосконалення радіотелескопа WSRT.
У XXI тослітті ASTRON активно працював над низькочастотним радіоінтерферометром LOFAR та над міжнародним проєктом Square Kilometer Array.

## Обсерваторії

### Радіотелескопи
ASTRON керує Вестерборкським радіотелескопом і LOFAR, співпрацює з іншими країнами у проєкті Square Kilometer Array.
Вестерборкський радіотелескоп також використовується для радіоінтерферометрії з наддовгою базою (РНДБ) як частина Європейської РНДБ-мережі.
В ASTRON базується Об’єднаний інститут РНДБ Європейського дослідницького інфраструктурного консорціуму, а також проєкт SKA і частина проєкту LOPES.
ASTRON бере участь в будівництві детекторної мережі для реєстрації випромінювання космічних частинок в обсерваторії Пʼєра Оже в Чилі.

### Оптичні телескопи
У співпраці з Англією та Іспанією ASTRON керує оптичними телескопами групи Ісаака Ньютона на Ла-Пальма: Телескопом Вільяма Гершеля діаметром 4,2 м, Телескопом Ісаака Ньютона діаметром 2,5 м і (до його закриття в 2003 році) Телескопом Якобуса Каптейна.
У співпраці з Англією та Канадою ASTRON керував Телескопом Джеймса Клерка Максвелла на Гаваях, - найбільшим у світі телескопом у субміліметровому діапазоні діаметром 15 м. У 2013 році ASTRON припинив цю співпрацю, а в 2015 році Англія та Канада передали телескоп  Східноазійській обсерваторії.
ASTRON зробив внесок у будівництво Дуже великого телескопа в Європейській південній обсерваторії, який представляє собою чотири 8-метрові телескопи в пустелі Атакама в Чилі.

## Технологічні дослідження
Окрім астрономічних досліджень, ASTRON такоє проводить технологічні дослідження з метою розробки нових приладів для існуючих телескопів і створення технологій для майбутніх телескопів.
Для цього ASTRON використовує обладнаний у Двінгело відділ досліджень і розробок, який спеціалізується на проєктуванні, розробці та тестуванні радіоприймачів, цифрової електроніки, антен, оптичних та інфрачервоних приладів, програмного забезпечення для обробки зображень.